# Carl Friedrich zu Dohna-Lauck
Burggraf und Graf Carl Friedrich Alexander zu Dohna-Lauck (* 3. November 1799 in Bielsk; † 26. September 1873 in Lauck) war ein preußischer Standesherr und Mitglied des preußischen Herrenhauses.

## Familie
Dohna-Lauck entstammt der Linie Lauck der Uradelsfamilie Dohna. Sie besaß unter anderem das Majorat Lauck im Kreis Preußisch Holland, mit dem ein erblicher Sitz im preußischen Herrenhaus verbunden war. Er war der älteste Sohn des Burggrafen Carl Wilhelm August zu Dohna-Lauck (1775–1827) und der Friederike Liebermann von Sonnenberg (1769–1852). Ludwig Wilhelm zu Dohna-Lauck (1805–1895), Landrat und Mitglied des Abgeordnetenhauses, war sein jüngerer Bruder.
Dohna-Lauck heiratete 1834 Gräfin Philippine Rudolfine Truchsess zu Waldburg (1814–1841), Tochter des Gesandten Friedrich Ludwig III. Graf Truchsess zu Waldburg. Diese Ehe blieb kinderlos. Nach dem Tod seiner ersten Frau heiratete er 1843 Gräfin Marie Antonia Henckel von Donnersmarck (1818–1864), mit der er sieben Kinder hatte. Erbe wurde sein ältester Sohn Friedrich, ein jüngerer Sohn war Adalbert zu Dohna-Lauck.

## Leben
Dohna-Lauck trat 1817 eine militärische Laufbahn an. Nach dem Tod seines Onkels Alexander zu Dohna-Lauck (1769–1834) wurde er Erbe des Majorats Lauck. Er quittierte den Militärdienst und widmete sich fortan der Bewirtschaftung seiner Güter, die sich in einem vernachlässigten Zustand befanden und zunächst hohe Investitionen erforderten. 1840 ernannte König Friedrich Wilhelm IV. ihn zum Kammerherrn und verlieh ihm 1855 das zeremonielle Amt eines Obermarschalls im Königreich Preußen. Später übernahm er das Amt des Landhofmeisters. 1847 erhielt Dohna-Lauck Sitz und Stimme in der Herrenkurie des Vereinigten Landtags, 1850 einen Sitz in der preußischen Ersten Kammer, 1854 dann im Herrenhaus, dem er bis zu seinem Tode angehörte. Von 1850 bis 1861 war er Marschall des Provinziallandtages der Provinz Preußen. Dohna wandte sich 1847 gegen Fortschritte bei der Judenemanzipation in Preußen.
Dohna war Rechtsritter des Johanniter-Ordens und Träger des Roten Adlerordens erster Klasse.